# Speech Synthesis Markup Language
Speech Synthesis Markup Language (SSML) ist eine vom W3C standardisierte auf XML basierende Auszeichnungssprache, die um zusätzliche Befehle für die Sprachausgabe erweitert wurde. Hierdurch wird eine standardisierte Möglichkeit geschaffen, bestimmte Aspekte bei der Sprachsynthese, wie z. B. Lautstärke, Tonhöhe oder Sprechgeschwindigkeit zu beeinflussen. SSML wird häufig auch zusammen mit VoiceXML verwendet.

## Programmbeispiel
```
<?xml version="1.0"?>

<speak
 
xmlns=
"http://www.w3.org/2001/10/synthesis"

       
xmlns:dc=
"http://purl.org/dc/elements/1.1/"

       
version=
"1.0"
>

  
<metadata>

    
<dc:title
 
xml:lang=
"en"
>
Telephone
 
Menu:
 
Level
 
1
</dc:title>

  
</metadata>

  
<p>

    
<s
 
xml:lang=
"en-US"
>

      
<voice
 
name=
"David"
 
gender=
"male"
 
age=
"25"
>

        
For
 
English,
 
press
 
<emphasis>
one
</emphasis>
.

      
</voice>

    
</s>

    
<s
 
xml:lang=
"es-MX"
>

      
<voice
 
name=
"Miguel"
 
gender=
"male"
 
age=
"25"
>

        
Para
 
español,
 
oprima
 
el
 
<emphasis>
dos
</emphasis>
.

      
</voice>

    
</s>

  
</p>

</speak>

```